# Xenofrea
Xenofrea – rodzaj chrząszczy z rodziny kózkowatych. 

## Zasięg występowania
Ameryka Południowa i Północna od płd. Meksyku po płn. Argentynę.

## Systematyka
Do Xenofrea należy 57 gatunków:

- Xenofrea albofasciata
- Xenofrea anomala
- Xenofrea anoreina
- Xenofrea apicalis
- Xenofrea aragua
- Xenofrea arcifera
- Xenofrea areolata
- Xenofrea ayri
- Xenofrea basitriangularis
- Xenofrea berkovi
- Xenofrea bicincta
- Xenofrea camixaima
- Xenofrea cretacea
- Xenofrea dechambrei
- Xenofrea diagonalis
- Xenofrea durantoni
- Xenofrea enriquezae
- Xenofrea exotica
- Xenofrea favus
- Xenofrea fractanulis
- Xenofrea fulgida
- Xenofrea griseocincta
- Xenofrea hovorei
- Xenofrea inermis
- Xenofrea larrei
- Xenofrea lineatipennis
- Xenofrea lupa
- Xenofrea magdalenae
- Xenofrea mariae
- Xenofrea mariahelenae
- Xenofrea martinsi
- Xenofrea mascara
- Xenofrea monnei
- Xenofrea morvanae
- Xenofrea murina
- Xenofrea nana
- Xenofrea obscura
- Xenofrea ocellata
- Xenofrea peculiaris
- Xenofrea peruviensis
- Xenofrea picta
- Xenofrea proxima
- Xenofrea pseudomurina
- Xenofrea puma
- Xenofrea punctata
- Xenofrea rogueti
- Xenofrea seabrai
- Xenofrea senecauxi
- Xenofrea simplicioi
- Xenofrea soukai
- Xenofrea tavakiliani
- Xenofrea trigonalis
- Xenofrea veronicae
- Xenofrea wappesi
- Xenofrea zischkai
- Xenofrea zonata